# 淨光寺
淨光寺位於台北市士林區中山北路七段190巷113之3號，為主祀釋迦牟尼之佛教廟宇。該建物興建於1982年，為位於台北之仿古廟宇建築。另外，該廟宇的組織型態為管理人制，祭典日期則是每年農曆之四月十九。

## 概述
淨光寺乃由慈觀法師（現任住持）創建於1960年。原址位於台北市德行東路，並於1984遷至現址，而原德行東路舊址改建為大樓供作道場。